# Francesco Antonio de la Dueña y Cisneros
Francesco Antonio de la Duena y Cisneros nait à Villanueva de la Fuente, dans la province espagnole de Ciudad Real, le 17 novembre 1753.
Il est évêque d'Urgell, ainsi que Coprince d'Andorre du 29 octobre 1797 au 23 septembre 1816, date à laquelle il est nommé évêque de Segorbe, dans la province de Castellón.
Il meurt à Madrid le 8 novembre 1821.